# Агафонов, Николай Викторович
Никола́й Ви́кторович Агафо́нов (13 апреля 1955, село Усьва, Губахинский район, Пермская область — 17 июня 2019) — протоиерей Русской православной церкви, клирик Петро-Павловского храма города Самары. Русский писатель. Член Союза писателей России, автор нескольких сборников рассказов и двух исторических романов. Лауреат Патриаршей литературной премии (2014). Ректор Саратовской духовной семинарии (1991—1995).

## Биография
Родился в 1955 году в селе Усьва Губахинского района Молотовской (ныне Пермской) области в семье инженера. Детство провёл на Волге.
В 1971 году закончил 9 классов средней школы и поступил работать на строительство ВАЗа в городе Тольятти. В 1973 году закончил среднюю школу без отрыва от производства. В 1973—1975 годы служил в рядах Советской армии, в ракетных войсках. Вернулся из армии сержантом, отличником боевой и политической подготовки, специалистом 1-го класса. В 1976 году работал в Главмострое в Москве бригадиром отделочников.
В 1976 году поступил во второй класс Московской духовной семинарии.
19 августа 1977 года в Покровском соборе Куйбышева архиепископом Куйбышевским и Сызранским Иоанном (Снычёвым) был рукоположён в сан диакона, после чего служил диаконом Казанской церкви города Тольятти, где создал подпольный религиозный кружок молодёжи.
В 1979 году переехал в Пензенскую епархию, где в ноябре того же года архиепископом Пензенским и Саранским Серафимом (Тихоновым) рукоположён в сан пресвитера и направлен настоятелем Михайловской церкви в село Вадинск.
В 1982 году переведён настоятелем Казанской церкви в Кузнецке, где служил до 1984 года. В 1984 году заочно окончил Московскую духовноую семинарию.
В 1984 году переехал в Волгоград, где его назначили настоятелем Никитской церкви, а затем в 1985 году перевели священником Казанского кафедрального собора.
В 1988 году он поступил в Ленинградскую духовную академию. Одновременно 23 сентября 1988 года указом митрополита Ленинградского и Новгородского Алексия (Ридигера) назначен настоятелем возвращённого Русской православной церкви собора Архангела Михаила в городе Ломоносове.
В 1990 года, продолжая учится в Ленинградской духовной академии, вернулся в Саратовскую епархию, где ему была поручена подготовительная работа по возрождению Саратовской духовной семинарии. 18 июля 1991 года решением Священного синода утверждён ректором возобновлённой Саратовской духовной семинарии.
27 декабря 1991 года решением Совета Санкт-Петербургских духовных академии и семинарии за протоиереем Николаем Агафоновым была закреплена тема дипломного сочинения «Апологетические труды проф. прот. Е. П. Аквилонова» (научный руководитель — профессор протоиерей Владимир Мустафин). В 1992 году окончил Санкт-Петербургскую духовную академию без защиты дипломной работы со следующей характеристикой: «За время обучения в Санкт-Петербургской духовной академии прот. Агафонов Николай показал хорошие успехи. Несмотря на совмещение занятий с пастырским служением на приходе, он старательно выполнял свои студенческие обязанности. Имеет ревностное отношение к храму и практику организации восстановительных работ. В общении с людьми доброжелателен. Характер имеет устойчивый. Болеет за судьбы Русской Православной Церкви. Стремится активно привнести свой личный вклад в ее укрепление». В 1995 году утрвердил новую тему дипломной работы: «Разбор учения Фейербаха о сущности религии». Руководил Саратовской духовной семинарией до 1995 года.
В 1995—1996 годах окормлял храм Казанской иконы Божией Матери в селе Вязовка Татищевского района Саратовской области (в настоящее время — храм Рождества Христова).
В 1997 году переехал в Волгоград, где его назначили настоятелем церкви Святой Великомученицы Параскевы и заведующим миссионерским отделом епархии. В 1998 году строит первую плавучую церковь «Святитель Иннокентий», а в 2000 года — второй плавучий храм «Святитель Николай»
В 2002 году переезжает в Самару, где становится преподавателем богословия в Самарской духовной семинарии и первым настоятелем храма великомученика Георгия на площади Славы. С января 2005 года — настоятель храма святых Жен Мироносиц в Самаре. Впоследствии был переведён клириком Петропавловского храма города Самары.
С 2007 по 2009 год преподавал в Сретенской духовной семинарии курс основного богословия.
Скончался 17 июня 2019 года после продолжительной болезни во время соборования. 19 июня в Самаре было совершено его отпевание и погребение.

## Литературное творчество
По собственному признанию: «Если бы меня спросили, почему я пишу художественные рассказы, я бы ответил: потому что не могу не писать. Сколько себя помню — всегда что-нибудь писал и сочинял. Естественно, все написанное предназначалось для домашних и узкого круга друзей как некое развлечение. Выходом сборника моих рассказов на широкий суд читателей я обязан двум людям. Прежде всего нашему Владыке — архиепископу Сергию, который, прочитав мои рассказы в рукописях, просто сказал: „Отец Николай, тебе надо печататься“. То же самое я услышал от протоиерея Евгения Шестуна».
В 2001 году серьёзно занялся писательской деятельностью. Уже в 2002 году его два рассказа печатаются в литературно-художественном журнале «Отчий край» города Волгограда. После чего один за другим издаются сборники его художественных рассказов. 18 октября 2004 года принят в Союз писателей России. В 2009 году был снят «Щенок» по его рассказу «Щенок Засоня» (режиссёр-постановщик Мария Евстафьева).
«Его творчество развивается в русле традиций православной художественной прозы последних десятилетий. Имя писателя может быть включено в широкий перечень авторов, работающих в рамках этого литературного явления. Речь идет о священниках Ярославе Шипове, Александре Шантаеве, Александре Торике, Алексее Мокиевском, и писателях Борисе Спорове, Валерии Лялине, Татьяне Шипошиной и многих других»

## Награды
- Крест с украшениями (1993, за труды по возрождению Саратовской Духовной семинарии)
- Орден святителя Иннокентия, митрополита Московского и Коломенского III степени (1999, за миссионерскую деятельность)
- Премия «Хрустальная роза Виктора Розова» (2005)
- Митра (2005)
- Премия «Святого благоверного князя Александра Невского» (2007)
- Патриаршая литературная премия (2014)[12]

## Книги
- Преодоление земного притяжения : рассказы. — Самара, 2004. — 419 с. — ISBN 5-473-00021-5.
- Неприкаянное юродство простых историй. — СПб.: Библиополис, 2004.
- Мы очень друг другу нужны. — СПб.: Библиополис, 2005. — 241 с. — ISBN 5-473-00084-3.
- Победа над смертью. Неприкаянное юродство простых историй. — Москва : BIBΛIOПOΛIΣ, 2005. — 350 с. — ISBN 5-7435-0234-X
- Чаю воскресения мертвых. — М.: Изд-во Сретенского монастыря, 2006. — 461 с. — (Библиотека духовной прозы). — ISBN 5-7533-0395-1.
- Дорога домой: сб. рассказов. — М.: Сибирская благозвоница, 2006. — 358 с. — ISBN 5-88879-040-0.
- Иоанн Дамаскин. — М.: Изд-во Сретенского монастыря, 2007. — 395 с. — (Современная православная проза). — ISBN 978-5-7533-0067-6.
  - Иоанн Дамаскин: исторический роман. — 3-е изд. — Москва : Изд-во Сретенского монастыря, 2009. — 366 с. — ISBN 978-5-7533-0278-6
  - Иоанн Дамаскин: исторический роман. — Москва : Благовест, 2013. — 367 с. — ISBN 978-5-9968-0292-0
  - Иоанн Дамаскин: исторический роман. — Москва : Вече, 2015. — 351 с. — ISBN 978-5-91173-435-0 — 5000 экз.
- Непридуманные истории. — СПб.: Русская симфония, 2008. — 501 с. — ISBN 978-5-91055-024-1.
  - Непридуманные истории : [рассказы]. — Санкт-Петербург : Приход святителя Игнатия (Брянчанинова) в Старом Петергофе, 2009. — 507 с. — ISBN 978-5-7062-0268-2
  - Непридуманные истории: [рассказы]. — Санкт-Петербург : Приход святителя Игнатия (Брянчанинова) в Старом Петергофе, 2011. — 507 с. — ISBN 978-5-7572-0295-2
  - Непридуманные истории: рассказы. — Москва : Никея, 2013. — 541 с. — (Духовная проза). — ISBN 978-5-91761-230-0
  - Непридуманные истории: рассказы. — 2-е изд. — Москва : Никея, 2016. — 537 с. — (Духовная проза). — ISBN 978-5-91761-477-9 — 6000 экз.
  - Непридуманные истории. — 3-е изд. — Москва : Никея, 2017. — 537 с. — (Священническая проза). — ISBN 978-5-91761-733-6 — 3000 экз.
- Нерушимая стена. — Москва : О-во содействия православному просвещению «Изографъ», 2009. — 31 с.
- Отшельник поневоле. — М.: Изд-во Сретенского монастыря, 2009. — 654 с. — (Библиотека духовной прозы). — ISBN 978-5-7533-0272-4.
  - Отшельник поневоле. — 3-е изд. — Москва : Изд-во Сретенского монастыря, 2010. — 654 с. — (Библиотека духовной прозы). — ISBN 978-5-7533-0424-7
  - Отшельник поневоле. — 4-е изд. — Москва : Изд-во Сретенского монастыря, 2015. — 654 с. — (Библиотека духовной прозы). — ISBN 978-5-7533-0962-4
  - Отшельник поневоле : рассказы. — 5-е изд. — Москва : Изд-во Сретенского монастыря, 2021. — 654 с. — (Библиотека духовной прозы). — ISBN 978-5-7533-1701-8 — 3 000 экз.
- Жены — мироносицы : роман. — Самара : Кредо, 2009. — 191 с. — ISBN 978-5-86611-061-2
- Жены-мироносицы : исторический роман. — Москва : Изд-во Сретенского монастыря, 2009. — 238 с. — (Библиотека духовной прозы). — ISBN 978-5-7533-0295-3
  - Жены-мироносицы : исторический роман. — 2-е изд. — Москва : Изд-во Сретенского монастыря, 2009. — 238 с. — ISBN 978-5-7533-0316-5
  - Жены-мироносицы : исторический роман. — 3-е изд., испр. — Москва : Изд-во Сретенского монастыря, 2010. — 238 с. — ISBN 978-5-7533-0498-8
  - Жены-мироносицы : исторический роман. — 4-е изд., испр. — Москва : Изд-во Сретенского монастыря, 2015. — 238 с. — ISBN 978-5-7533-0961-7
  - Жены-мироносицы : исторический роман. — 5-е изд. — Москва : Изд-во Сретенского монастыря, 2015. — 238 с.
  - Жены-мироносицы : исторический роман. — 6-е изд. — Москва : Изд-во Сретенского монастыря, 2019. — 238 с. — (Библиотека духовной прозы). — ISBN 978-5-7533-1591-5 — 5 000 экз.
- Доброта духовная : сказки-притчи. — Самара : Офорт, 2009. — 67 с. — ISBN 978-5-473-00521-9
  - Доброта духовная: сказки-притчи / [худож. Светлана Чекурова]. — Москва : Сибирская Благозвонница, 2010. — 109 с. — ISBN 978-5-91362-315-7
- Адамант земли Русской. — М.: Благовест, 2012. — 285 с. — ISBN 978-5-9968-0187-9.
  - Адамант земли Русской : посвящается 400-летию со дня блаженной кончины священномученика патриарха Ермогена и 100-летию со дня его прославления в лике святых : [жизненный путь священномученика Ермогена : исторический очерк]. — Самара : Офорт, 2017. — 244 с. — ISBN 978-5-473-01131-9 — 500 экз.
- Ратные подвиги православного духовенства. — М.: Благовест, 2013. — 350 с. — ISBN 978-5-9968-0283-8.
  - Ратные подвиги православного духовенства. — Самара : Офорт, 2017. — 350 с. — ISBN 978-5-473-01130-2 — 500 экз.
  - Ратные подвиги православного духовенства. — Самара : Офорт, 2020. — 350 с. — ISBN 978-5-9968-0633-1 — 5000 экз.
- Очень важный поступок: рассказы, сказки, притчи : [для младшего школьного возраста] / худож. С. А. Чекурова. — Москва : Изд-во Сретенского монастыря, 2015. — 61 с. — (Чудесные истории). — ISBN 978-5-7533-0979-2 — 10 000 экз.
- Стояние: повесть. — Самара : Офорт, 2015. — 218 с. — ISBN 978-5-473-01022-0 — 500 экз.
  - Стояние — М.: Изд-во Сретенского монастыря, 2015. — 256 с. — 10 000 экз. — ISBN 978-5-7533-1347-8
- Три повести. — М.: Изд-во Сретенского монастыря, 2016. — 352 с. — 20 000 экз. — ISBN 978-5-7533-1187-0.
- Заступница усердная: исторические повести. — Москва : Лепта : Вече, 2018. — 239 с. — (Лепта Книга) (Вече). — ISBN 978-5-91173-552-4
- «Арианин» и другие повести церковного регента Алексия Пономарева. — Самара : Издательско-полиграфический комплекс «Право», 2018. — 259 с. — ISBN 978-5-6041835-2-6 — 500 экз.